# Alexandros Othonaios
Alexandros Othōnaios, in greco Αλέξανδρος Οθωναίος (Gytheio, 1879 – Atene, 20 settembre 1970), è stato un generale greco, per pochi giorni primo ministro di un governo d’emergenza nazionale dal 6 marzo al 10 marzo 1933.
Dopo aver terminato gli studi all'Accademia militare combatte nella guerra di Macedonia e nelle guerre balcaniche. Durante il periodo dello Scisma nazionale si schiera a favore di Eleutherios Venizelos.
Partecipa alla prima guerra mondiale e alla spedizione alleata in Ucraina del 1919 con il grado di colonnello.
Dopo essere stato nominato comandante della divisione Kydoniai partecipa all'occupazione di Smirne e alla guerra greco-turca. Dopo la sconfitta della Grecia trova rifugio a Costantinopoli.
Nel settembre 1922 un colpo di Stato militare guidato dai colonnelli Nikolaos Plastiras e Stylianos Gonatas rovescia il governo di Petros Prōtopapadakīs. Othonaios viene nominato giudice del tribunale militare speciale che condannerà a morte – durante il cosiddetto Processo dei Sei – i presunti responsabili della sconfitta greca contro la Turchia.
In seguito Othonaios viene nominato generale ma nel 1935, dopo il golpe di Theodoros Pangalos, si dimette.
Nel 1928 torna nell'esercito con la carica di Ispettore capo. Durante il tentativo di colpo di Stato di Plastiras viene nominato a capo di un governo d'emergenza nazionale.
Dopo la restaurazione della monarchia e la creazione della dittatura del generale Ioannis Metaxas Othonaios rimase in Grecia senza partecipare alla vita politica.
Subito dopo la liberazione della Grecia nell'ottobre 1944 venne nominato comandante in capo della forze armate ma a seguito delle crescenti tensioni – che porteranno alla guerra civile greca – nel 1945 si dimette.